# Pont de l'amitié sino-népalaise

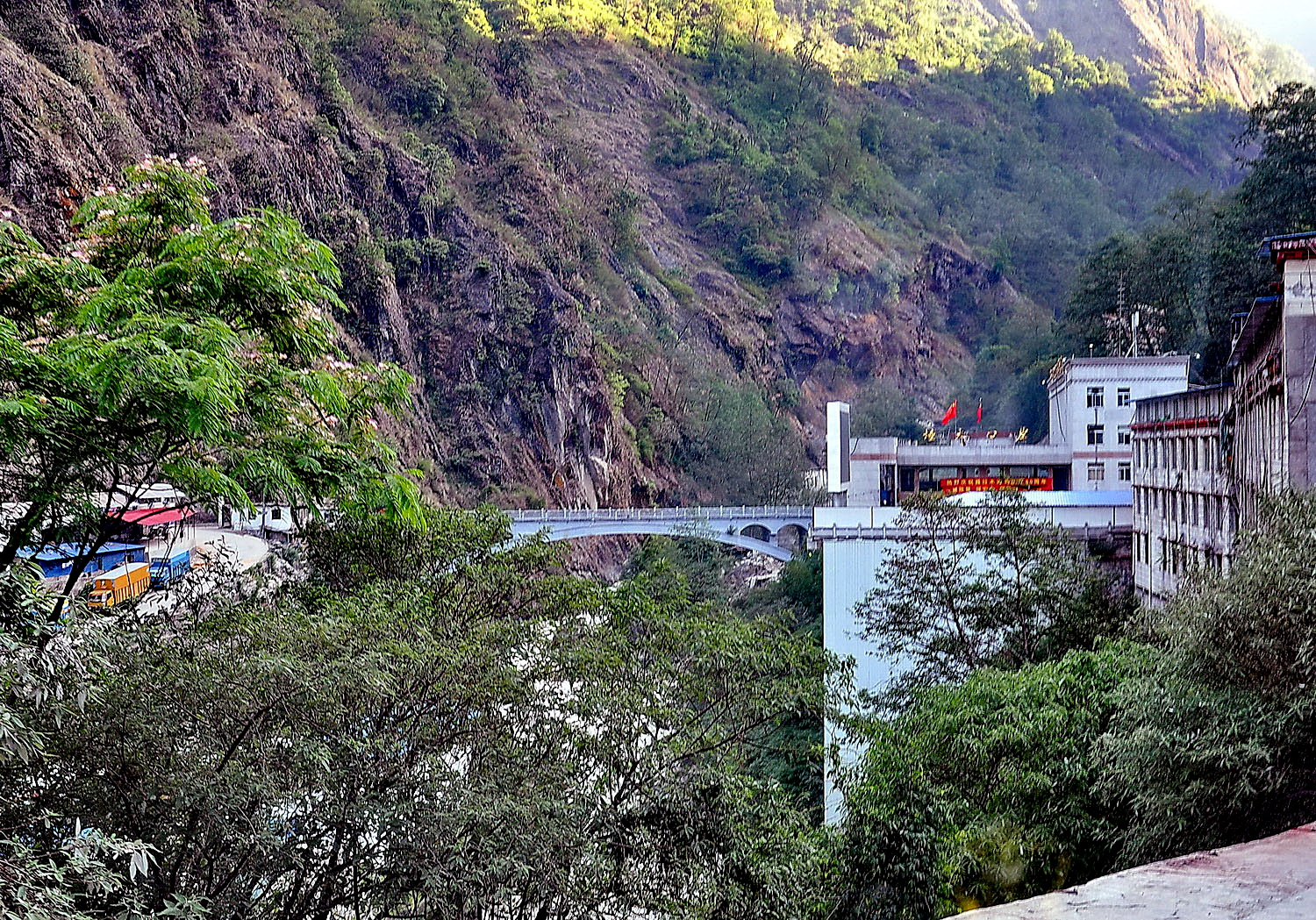
Vue générale du pont et des postes-frontières.

Le Pont de l'amitié sino-népalaise (chinois simplifié : 中尼友谊桥 ; népalais : मितेरी पुल IAST : Miterī Pula), est un pont au dessus de la rivière Sunkoshi (en), qui est situé, comme son nom l'indique, à la frontière entre la Chine et le Népal.
Ce pont fait partie de la route Araniko, en référence au Néwar Araniko qui a voyagé en Chine de la dynastie Yuan au XIIIe siècle, à Lhassa, comme à Pékin où il a bâti des éléments architecturaux.

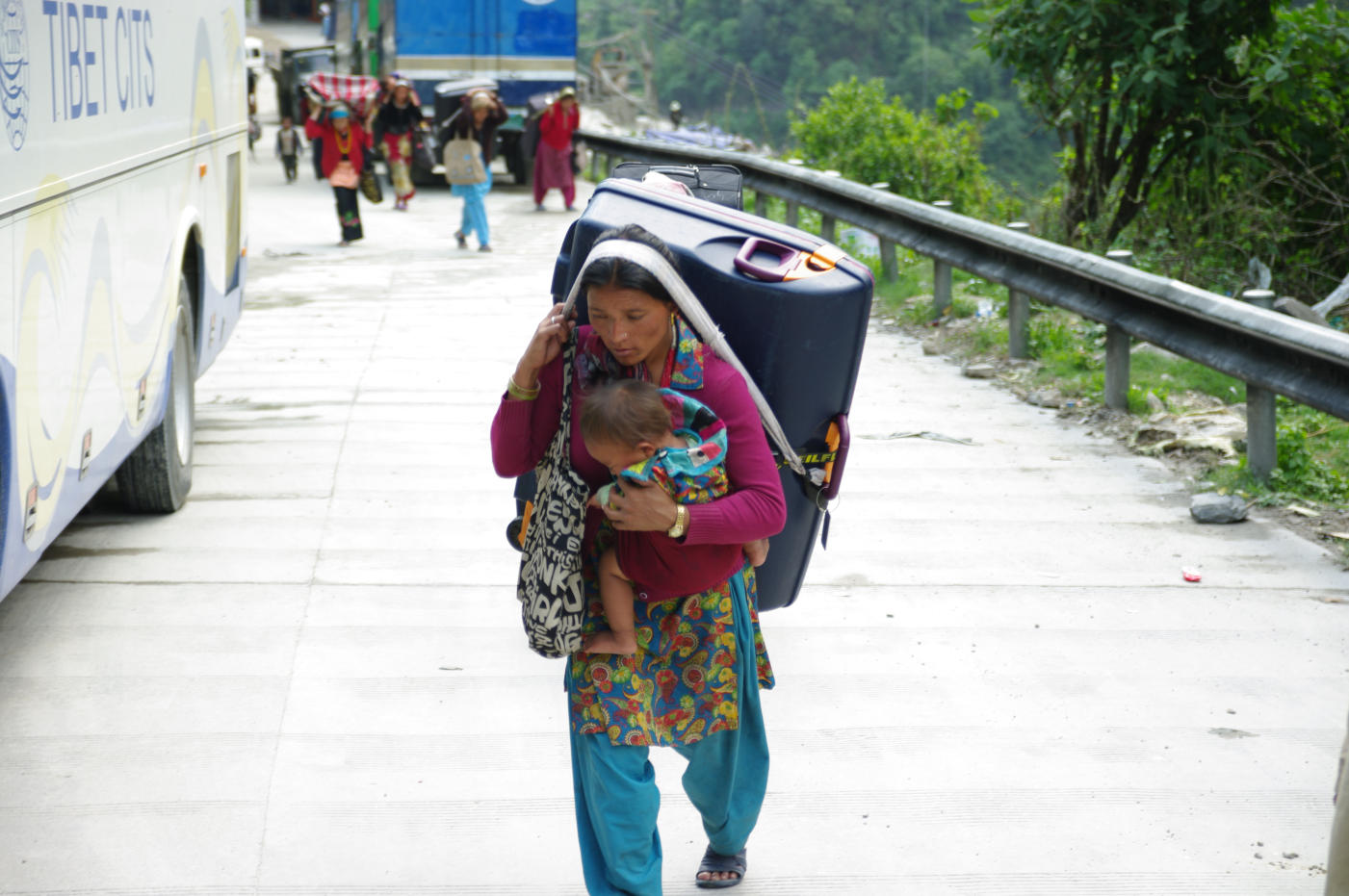
Passage du pont à pied.

Son côté chinois est situé dans le bourg de Zhangmu, Xian de Nyalam, Ville-préfecture de Shigatsé, en Région autonome du Tibet.
Son côté népalais est situé à Kodari, dans le district de Sindhulpalchok, zone de Bagmati, dans la région de développement Centre.
La circulation automobile change de sens au niveau du pont : la conduite se fait à droite en Chine et à gauche au Népal[réf. souhaitée].